# Tập đoàn quân 23 (Liên Xô)
Tập đoàn quân 23 là một đơn vị quân sự chiến lược cấp tập đoàn quân của Hồng quân Liên Xô trong Thế chiến thứ hai. Nó được thành lập vào tháng 5 năm 1941 tại Karelia, tham chiến chống quân Phần Lan, bảo vệ các hướng tiếp cận phía Tây Bắc đến Leningrad trong cuộc Chiến tranh Tiếp diễn. Sau khi Phần Lan rút khỏi chiến tranh vào tháng 9 năm 1944, Tập đoàn quân vẫn tiếp tục đóng trên eo đất Karelia ở biên giới Phần Lan cho đến sau chiến tranh và bị giải tán vào năm 1948.

## Thế chiến thứ hai
Tập đoàn quân được thành lập vào tháng 5 năm 1941 tại Quân khu Leningrad để bảo vệ phần cực Nam của biên giới Liên Xô với Phần Lan, phía Bắc và Đông Bắc của Vyborg. Bên cánh phải của nó là khu vực do Tập đoàn quân 7 bố trí.
Ban đầu, biên chế chủ lực của Tập đoàn quân gồm Quân đoàn súng trường 19 và 50, Quân đoàn cơ giới 10 (bao gồm Sư đoàn xe tăng 21, Sư đoàn xe tăng 24 và Sư đoàn cơ giới 198), Khu phòng thủ Vyborg 27, Khu phòng thủ Keksgolm 28, cùng với pháo binh và các đơn vị độc lập khác.
Khi cuộc Chiến tranh Xô – Đức nổ ra, ngày 24 tháng 6, Tập đoàn quân được chuyển thuộc biên chế của Phương diện quân Bắc. Đến ngày 10 tháng 7, quân đoàn cơ giới được chuyển ra khỏi biên chế của Tập đoàn quân. Từ ngày 31 tháng 7 đến cuối tháng 8, do không thể ngăn chặn quân Phần Lan tiến chiếm eo đất Karelia, Tập đoàn quân đã lùi về đường biên giới cũ và chiếm giữ các vị trí trong Khu vực Pháo đài Karelia 22. Trong chiến dịch, Tập đoàn quân (cụ thể hơn là Sư đoàn súng trường 43) đã bị đánh bại trong trận Porlampi.
Sau một cuộc tái tổ chức, Tập đoàn quân chuyển giao cho Phương diện quân Leningrad vào ngày 24 tháng 8. Tập đoàn quân đã bị tổn thất nặng nề trong các trận chiến chống lại quân Phần Lan từ tháng 7 đến tháng 8 năm 1941. Khi quân Phần Lan dưới sự chỉ huy của Thống chế Mannerheim ngừng tấn công vào ngày 1 tháng 9, Tập đoàn quân sau các cuộc giao tranh tổn thất nặng nề, chỉ còn khoảng 80 000–90 000 người trong biên chế và đã mất một lượng lớn vũ khí và vật chất hạng nặng vào tay quân Phần Lan. Nhiều nhà nghiên cứu quân sự cho rằng, nếu quân Phần Lan không ngừng tấn công và tiếp tục tiến về Leningrad, thì Tập đoàn quân 23 có lẽ đã phải rút về thành phố Leningrad.
Từ năm 1942 cho đến tháng 6 năm 1944, Tập đoàn quân phòng thủ trên hướng tiếp cận Tây Bắc vào Leningrad. Trong tháng 6 năm 1944, Tập đoàn quân, bao gồm các Quân đoàn súng trường 97, 98 và 115, và Khu phòng thủ Izyaslavsky 17 và các đơn vị khác, đã tham gia chiến dịch tấn công Vyborg (10 tháng 6 năm 1944 - 15 tháng 7 năm 1944). Trong chiến dịch này, Tập đoàn quân đã theo sát mũi đột phá của Tập đoàn quân 21, khai thông bờ nam sông Vuoksi và vượt sông trong trận Vuosalmi. Sau khi chấm dứt giao tranh với Phần Lan, các đơn vị thuộc Tập đoàn quân đã được chuyển đến biên giới với Phần Lan, và đóng quân tại đây cho đến khi kết thúc chiến tranh.
Vào ngày 1 tháng 5 năm 1945, trong đội hình của Phương diện quân Leningrad, biên chế Tập đoàn quân bao gồm các quân đoàn súng trường 97 (gồm các sư đoàn súng trường 177, 178, 224), các khu vực pháo đài 9, 16, 17, lữ đoàn pháo binh Cận vệ 47, một số trung đoàn và tiểu đoàn độc lập.

## Sau chiến tranh
Vào ngày 9 tháng 7 năm 1945, Phương diện quân Leningrad chuyển đổi trở thành Quân khu Leningrad. Trong thời kỳ hậu chiến, Tập đoàn quân  ban đầu bao gồm Quân đoàn súng trường Cận vệ 14 và 30. Tập đoàn quân về sau này chuyển đến Vyborg vào ngày 10 tháng 6, sau khi tiếp nhận của Tập đoàn quân Cận vệ 10, bao gồm các Sư đoàn súng trường Cận vệ 45, 63 và 64. Vào tháng 8, Quân đoàn súng trường Cận vệ 14 được chuyển giao cho Quân khu Kharkov. Đến ngày 1 tháng 10, Tập đoàn quân gồm Quân đoàn súng trường Cận vệ 30, cùng các Khu phòng thủ 9, 16, 17 và 22. Vào tháng 4 năm 1948, sở chỉ huy của Tập đoàn quân 23 bị giải tán, và các đơn vị của nó trở thành trực thuộc bộ chỉ huy quân khu.

## Các đời chỉ huy

### Tư lệnh
- P.S. Pshennikov, Trung tướng, 25/05/1941 đến 08/06/1941
- M.N. Gerasimov, Trung tướng, 08/06/1941 đến 08/09/1941
- A.I. Cherepanov, Thiếu tướng, từ 09/01/1943 - Trung tướng, 09/09/1941 đến 07/03/1944
- V.I. Shvetsov, Trung tướng, 07/03/1944 đến 05/09/1945

### Ủy viên Hội đồng quân sự
- V.V. Sosnovikov, Chính ủy Lữ đoàn, 13/06/1941 đến 01/11/1941
- M.N. Pozhidayev, Chính ủy Lữ đoàn, 02/11/1941 đến 20/12/1941
- V.M. Khanzhin, Chính ủy Trung đoàn, 21/12/1941 đến 24/02/1942
- V.A. Sychyov, Chính ủy Lữ đoàn, 24/02/1942 đến 29/04/1942
- G.P. Romanov, Chính ủy Lữ đoàn, 29/04/1942 đến 10/10/1942
- K.T. Kurochkin, Chính ủy Lữ đoàn, từ 06/12/1942 - Thiếu tướng, 10/10/1942 đến 20/05/1944
- F.A. Shamanin, Thiếu tướng, 20/05/1944 đến 31/07/1945

### Tham mưu trưởng
- N.V. Gorodetsky, Đại tá, 25/05/1941 đến 27/07/1941
- P.A. Ivanov, Thiếu tướng, 27/07/1941 đến 01/10/1941
- S.P. Mikulsky, Thiếu tướng, 01/10/1941 đến 23/01/1942
- V.A. Krylov, Thiếu tướng, 23/01/1942 đến 18/09/1942
- A.A. Samsonov, Đại tá, từ 04/12/1942 - Thiếu tướng, 19/09/1942 đến 05/09/1944
- D.M. Bolshakov, Thiếu tướng, 05/10/1944 đến 20/03/1947